# Alexanderkoesimanse
De Alexanderkoesimanse (Crossarchus alexandri) is een roofdier uit de familie van mangoesten (Herpestidae). Ze wonen in het midden van Afrika. Ze hebben een lengte van 30,5-45 cm, en een staart van 15-25,5 cm. Ze wegen 450-1450 gram. Na een draagtijd van 8 weken worden 2-4 jongen geboren. De levensduur is onbekend.